# Рок-н-ролльные небеса
«Рок-н-ролльные небеса», или «Рок-н-ролл никогда не умрёт» (англ. Then you know they've got a hell of a band) — фантастический рассказ Стивена Кинга, написанный в 1992 году. Рассказ впервые был опубликован в антологии ужасов Shock Rock, а позже включён в сборник рассказов Ночные кошмары и фантастические видения (англ. Nightmares & Dreamscapes).
Рассказ экранизирован в одноименном эпизоде сериала «Ночные кошмары и фантастические видения».

## Сюжет
В рассказе повествуется о семейной паре, которая решила провести вместе неделю свободного времени, путешествуя вместе по штату Орегон. Мэри и Кларк Уиллингхэм живут счастливо в браке уже пятнадцать лет, ей 32 года, ему 41. Кларк работает программистом в одной крупной компании, Мэри — учительницей в школе, вместе они живут в благополучном пригороде Портленда. Он уговаривает Мэри провести с ним выходные на природе и проехаться по достопримечательностям штата, перед тем как вскоре его переведут в другой город.
Начало путешествия было замечательным, но в Окридже, где они остановились на ленч, Кларк предложил свернуть с автострады, которая была забита трейлерами на дорогу местного значения, и тем самым уменьшить расстояние до Токети Фоллз, Мэри немного сомневалась, но в итоге согласилась. Они свернули с шоссе 58 на дорогу 42, а затем на ненумерованную просёлочную дорогу.
Большую часть пути Мэри спала, за это время Кларк выехал на перекрёсток, которого не было на карте, не признавая своей ошибки, он не повернул назад, а поехал, как ему казалось, на юг. Когда Мэри проснулась, она поняла, что они заблудились, дорога была просто ужасная, они начали ругаться, но Кларк настоял на своём и они поехали дальше. Проехав ещё несколько миль они увидели табличку с надписью: «Добро пожаловать в Рок-н-ролльные Небеса, Орегон», дорога внезапно стала лучше и у них сразу поднялось настроение. Проехав ещё немного, они замерли в удивлении, перед ними в долине между холмами, раскинулся небольшой городок, настолько ухоженный, что это казалось неправдоподобным.
Но удивление у Мэри сменилось настоящей паникой.
И внезапно Мэри поняла, откуда она знает этот город: много раз видела его по телевизору, поздней ночь. Какой там Рэй Брэдбери с его адским Марсом или кукольный домик из «Ганса и Гретель». Куда больше это место напоминало Странный маленький городок, куда люди то и дело забредали в различных сериях «Сумеречной зоны».
Она начала спорить с Кларком, и требовать возвращаться назад, несмотря сколько они уже проехали, но, в конце концов Кларк убедил её ехать дальше. Проехав немного по городу они решили остановиться в маленьком ресторане. Садясь за столики Мэри заметила, что одна из официанток ей чем-то знакома, определённо её голос она где-то уже слышала. Она напомнила ей Джейнис Джоплин, умершая певица из Техаса, пластинки которой лежали у Мэри на чердаке. Но чем больше она думала об этом, тем больше она понимала, что видит привидение. Её охватила сильная паника, но она старалась не подать виду. На салфетке, которую вместе с вишнёвым пирогом принесла им вторая официантка, была надпись: «Бегите отсюда если сможете».
А Кларк в это время узнал в поваре Рики Нельсона, знаменитого певца, погибшего несколько лет назад в авиакатастрофе.
Осознав опасность они попытались бежать, первым на улицу вышел Кларк. В дверях он встретил двух человек, которые сели рядом с Мэри. Это были Бадди Холли и Рой Орбисон. Они посоветовали ей остаться в городе подольше.
Бадди подошел к Рою, подмигнул ему, потом протянул руку, пощекотал Джейнис. Она негодующе вскрикнула и при этом из её рта посыпались черви. Большая часть попадала на пол между её ног, некоторые зацепились за нижнюю губу, поползли в разные стороны. Молоденькая официантка отвернулась, лицо её скривилось, она поднесла руку ко рту. А Мэри Уиллингхэм вдруг поняла, что они играют с ней, как кошки с мышкой, и желание убежать превратилось из спланированного действия в инстинктивную реакцию. Она вскочила со стула и бросилась к двери.
Но из города выбраться они не смогли, выезд из города перегородил большой автобус, они не успели затормозить и въехали в него на небольшой скорости.
...его рука до боли сжала пальцы Мэри. Потому что он увидел, кто вышел из автобуса: высокий мужчина в белой рубашке с расстегнутым воротником, брюках из черной "дангери", больших темных очках. С зачесанными от висков иссиня-черными волосами. Двух мнений тут быть не могло, даже темные очки ничего не могли скрыть. Полные губы чуть разошлись в улыбке.
Это был Элвис Пресли, который был мэром города. Рядом с ними затормозила полицейская машина, из которой вышел Отис Реддинг.
Сгущались сумерки, они вместе сидели на раскладных стульях перед сценой и ждали начала концерта.
...на авансцене Алан Фрид продолжал выкрикивать имена в практически пустую городскую площадь, на сцену выходили звезды, сначала сто, потом тысяча, потом без счета. Он перечислял и перечислял тех, кто умер от передозы, от алкоголя, погиб в авиакатастрофе или от пули, кого нашли в темном проулке, в бассейне, в придорожном кювете. Он называл молодых и старых, главным образом, молодых, и когда со сцены прозвучали имена Ронни Ван Занта и Стива Гейнса, Мэри буквально услышала их песню, со словами: " О, этот запах, неужели ты не чуешь этот запах..." Да, конечно, она его чуяла, даже в чистом орегонском воздухе, она его чуяла, когда брала Кларка за руку и чувствовала, что это рука трупа.